# Don't Mess with Doctor Dream
Don't Mess with Doctor Dream är en låt av den brittiska gruppen Thompson Twins från albumet Here's to Future Days. 
Den som släpptes som singel i augusti 1985 och nådde 15:e plats på brittiska singellistan. Den låg tre veckor på Sverigetopplistan med som bäst en 10:e plats i september 1985.
Don't Mess with Doctor Dream tog sig också in på Trackslistan där den låg kvar i fyra veckor med en 5:e plats som bästa placering den 14 september 1985.

## Utgåvor
UK 7" singel (Arista TWINS 9)
1. "Don't Mess With Doctor Dream" - 3:36
2. "Big Business" - 4:13

UK 12" singel (Arista TWINS 129)
1. "Don't Mess With Doctor Dream" (Smackattack!) - 6:10
2. "Very Big Business" - 5:06

UK 12" singel (Arista TWINS 229)
1. "Don't Mess With Doctor Dream" ((U4A) + (U3A) = Remix) - 6:38
2. "Very Big Business" - 5:06